# Ключи (Черемховский район)
Ключи́ — деревня в Черемховском районе Иркутской области России. Входит в состав Бельского муниципального образования.

## География
Находится в 23 км к югу от районного центра, города Черемхово, и в 9 км севернее центра сельского поселения — села Бельск.

## Население
| 2002 | 2010 | 2011 | 2012 |
| ---- | ---- | ---- | ---- |
| 33   | ↗216 | ↘215 | ↘209 |